# Richard Mason
Richard Mason (1919–1997) var en brittisk författare.

## Böcker översatta till svenska
- Vinden kan inte läsa, 1955 (The wind cannot read)
- Kärlek i Hongkong, 1957 (The world of Suzie Wong)
- Uppdrag i Neapel, 1962 (The fever tree)
- Så mörk är natten, 1999 (The drowning people)

## Filmatisering
Kärlek i Hongkong filmatiserades 1960 med William Holden och Nancy Kwan.